# Гуа-ша

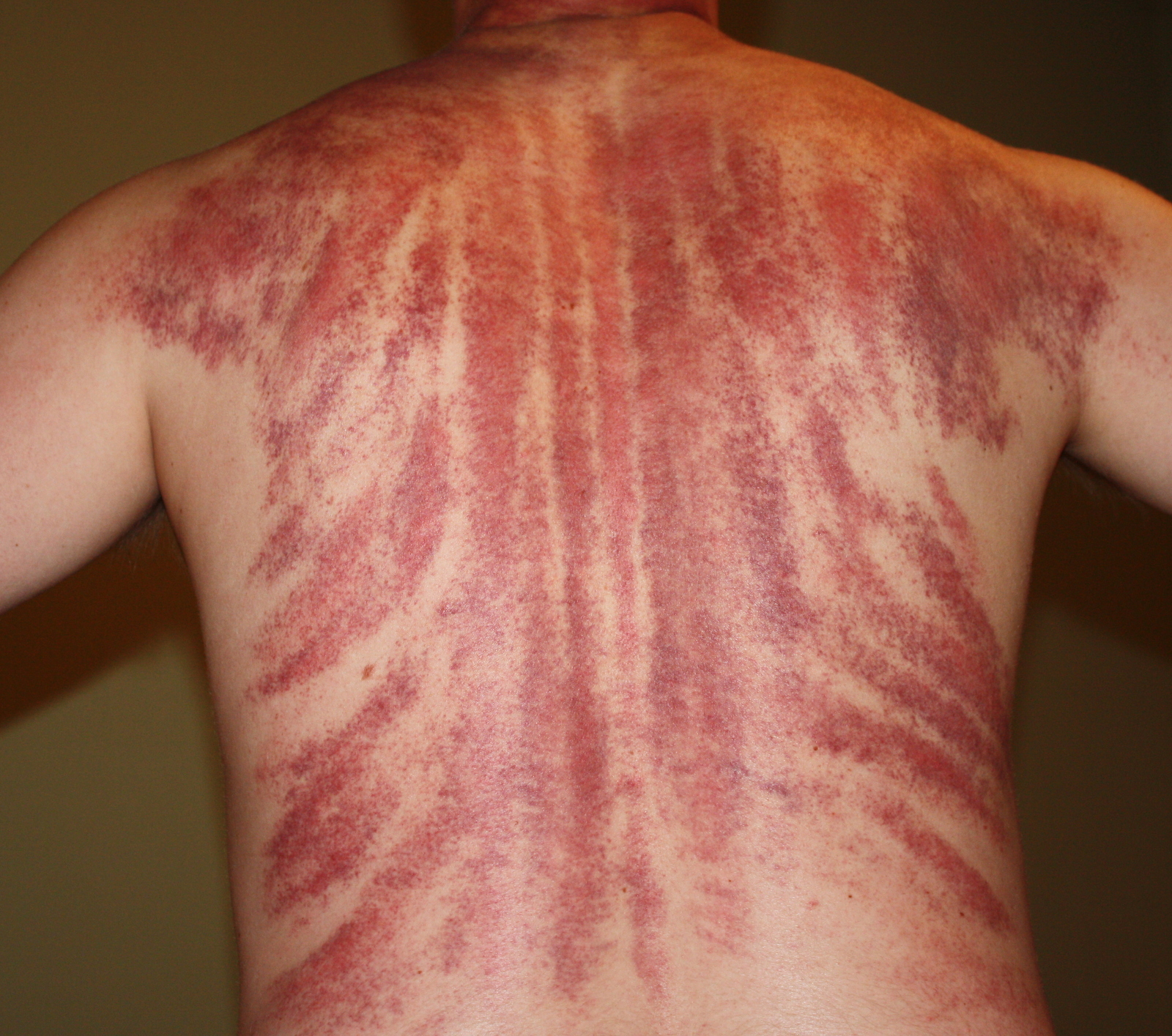
Практика гуа-ша

Гуа-ша, (англ. Gua sha, кит.: 刮痧; pinyin: guā shā) — традиційне китайське лікування, при якому шкіра вишкрібається до синців. Практикуючі вважають, що це стимулює приплив крові й загоєння. Гуа-ша було запозичене з в'єтнамської культури. Є багато варіантів гуа-ша. Деякі методи використовують олії, бальзам і монету, щоб тиснути на шкіру. Інші використовують варене яйце з монетою, вставленою всередину жовтка. Іноді використовують металеву ложку і воду для змащення шкіри.
Для проведення масажу нині[коли?] часто використовують невеликі нефритові пластинки, що виконують роль скребка. Іноді для виготовлення таких пластинок використовують роги тварин. Ці скребки виконуються в різних формах, що дає змогу рівномірно впливати на різні ділянки тіла. Під час масажу обробляються певні зони тіла людини, які включають рефлексогенні точки, тобто точки, співвідносні з системами та органами. Перед тим як розпочати сеанс масажу, майстер наносить на тіло масажованого спеціальну олію. Одна процедура триває 20-25 хвилин, а курс зазвичай включає в себе 5-10 сеансів, які доповнюються профілактичними процедурами, проведеними раз на рік. Після процедури виникає відчуття втоми, як після тривалого фізичного навантаження. Впродовж 6 годин після сеансу рекомендується виключити прийом душу або ванни й пити багато теплої рідини, щоб забезпечити більш повне виведення токсинів з організму.
Практикується в Китаї, також в Індонезії, в Індії, у В'єтнамі.